# László Réczi
László Réczi (ur. 14 lipca 1947 w Kiskunfélegyházie) – węgierski zapaśnik w stylu klasycznym.
Na Igrzyskach Olimpijskich w Montrealu w 1976 zdobył brązowy medal w wadze piórkowej. Do jego osiągnięć należą także cztery medale mistrzostw świata – złoty (1977) i trzy brązowe (1973, 1974, 1975). Ma w swoim dorobku również brązowy medal mistrzostw Europy (1977). Trzykrotnie był mistrzem Węgier (1971, 1975, 1979).